# Lykovrysi
Lykovrysi (greacă Λυκόβρυση) este un oraș în Grecia în prefectura Atena.